# Pont-Sainte-Marie

Pont-Sainte-Marie este o comună în departamentul Aube din nord-estul Franței. În 1 ianuarie 2022 avea o populație de 5.202 de locuitori.